# Яблково
Яблково (пол. Jabłkowo, нім. Apfelhöhe) — село в Польщі, у гміні Скоки Вонґровецького повіту Великопольського воєводства.
Населення — 314 осіб (2011).
У 1975-1998 роках село належало до Познанського воєводства.

## Демографія
Демографічна структура станом на 31 березня 2011 року:
|          | Загалом | Допрацездатний вік | Працездатний вік | Постпрацездатний вік |
| -------- | ------- | ------------------ | ---------------- | -------------------- |
| Чоловіки | 162     | 39                 | 110              | 13                   |
| Жінки    | 152     | 39                 | 88               | 25                   |
| Разом    | 314     | 78                 | 198              | 38                   |